# Money (píseň, Pink Floyd)
„Money“ je v pořadí šestá skladba z alba The Dark Side of the Moon od britské progressive rockové skupiny Pink Floyd. Jejím autorem je baskytarista Roger Waters; na původním vinylu otevírala druhou stranu alba a z celé desky je jediná, která se v USA dostal do žebříčku Top 20. „Money“ je známá zvláště svým neobvyklým 7/8–4/4 taktem a zvukovými efekty na začátku skladby jako cinkaní mincí či zvuk mechanické pokladny atd.

## Popis
Demonahrávka včetně některých zvukových efektů byla vyrobená v provizorním nahrávacím studiu v kůlně Watersovy zahrady. Na rozdíl od dema nahrávka skupiny měla bluesový transatlantický nádech. Naproti tomu, že Waters je autorem hudby i textu, je kvalita výsledného díla zásluhou spolupráce všech členů kapely. Gilmour byl iniciátorem rytmických přechodů, či autorem originálních kytarových partů. Nezanedbatelný je i jeho zpěv, či originální hudební improvizace Nicka Masona a Ricka Wrighta. Na nahrávce je i part hry na tenorsaxofón, který interpretoval Dick Parry.
Snad nejvýraznějším prvkem písně „Money“ je rytmická sekvence zvukových efektů, kterou Waters vyrobil z cinkaní mincí, vyzvánění pokladny, trhaní papíru, kliknutí počítacího stroje a dalších. Tyto zvuky složil do 7/4 rytmické efektové smyčky. Tento efekt byl později rozdělen do čtyř stop, které byly použity na koncertech pro obíhající kvadrofonický zvuk.
Od roku 1972 do roku 1975 byla skladba „Money“ pravidelnou součástí turné Dark Side of the Moon a patřila i k běžnému repertoáru přídavku turné z roku 1977. Tyto pozdější verze měly trvání až 12 minut. Po rozchodu Pink Floyd s Rogerem Watersem v roce 1985, během turné A Momentary Lapse of Reason (1987 až 1990) jako i v roce 1994 na turné The Division Bell byla skladba v jejich stálém repertoáru. Také s 12 minutovou verzí skladby vystupoval v roce 1984 i David Gilmour na turné k svému sólovému projektu About Face. I Roger Waters s touto skladbou vystupuje na svých sólových koncertech. V roce 2005 vystoupila skupina Pink Floyd v Londýně na Bobem Geldofem organizované akci Live 8. Skupina se potkala jen jednou od rozchodu v roce 1985 a zahrála tuto skladbu společně s „Breathe“, „Time“, „Wish You Were Here“ a „Comfortably Numb“. Skladbu zahrál 7. července 2007 Roger Waters i na koncertě Live Earth v New Yorku.
V roce 2008 se v hlasovaní časopisu Guitar World dostalo Gilmourovo sólo na 62. místo seznamu „stovky nejlepších kytarových sól“.
Slova skladby „Money“ jsou citována v replice učitele ve filmu The Wall z roku 1982.

## Alternativní a koncertní verze
- Skladba byla součástí koncertního turné skupiny v letech 1972–1977 a mezi roky 1987–1994.
- Na kompilaci skupiny Pink Floyd s názvem A Collection of Great Dance Songs se nachází nahrávka skladby „Money“, na které David Gilmour z licenčních důvodů znova nahrál všechny hudební nástroje s výjimkou saxofónu, který byl znovu od Dicka Parryho. Bicí nástroje jsou v této verzi programované. Producentem nahrávaní byl James Guthrie.
- Koncertní verze skladeb „Money“ je i na videích Delicate Sound of Thunder a Pulse. V těchto verzích je i sólo na basovou kytaru, či zpívaný refrén vokalistek.
- Na koncertním albu Rogera Waterse In the Flesh – Live zpívá kytarista Doyle Bramhall II, který se v kytarových sólových partech vystřídá spolu s Andy Fairweather-Lowem a Snowy Whitem.
- Na kompilaci Echoes: The Best of Pink Floyd je skladba „Money“ spojnicí mezi skladbami „Set the Controls for the Heart of the Sun“ (1968) a „Keep Talking“ (1994).

## Sestava
- David Gilmour – kytary, zpěv
- Roger Waters – baskytara
- Rick Wright – elektrické piano Wurlitzer
- Nick Mason – bicí
- Dick Parry – tenorsaxofon

## Žebříčky
| Žebříček (1973)                      | Vrchol |
| ------------------------------------ | ------ |
| United States Billboard Hot 100      | 13     |
| Žebříček (1981)                      | Vrchol |
| United States Mainstream Rock Tracks | 2      |